# Голубой-Ростовский, Василий Фёдорович
Князь Василий Фёдорович Голубой-Ростовский (Голубов-Ростовский) — сын боярский, стольник, голова и завоеводчик во времена правления Ивана IV Васильевича Грозного.

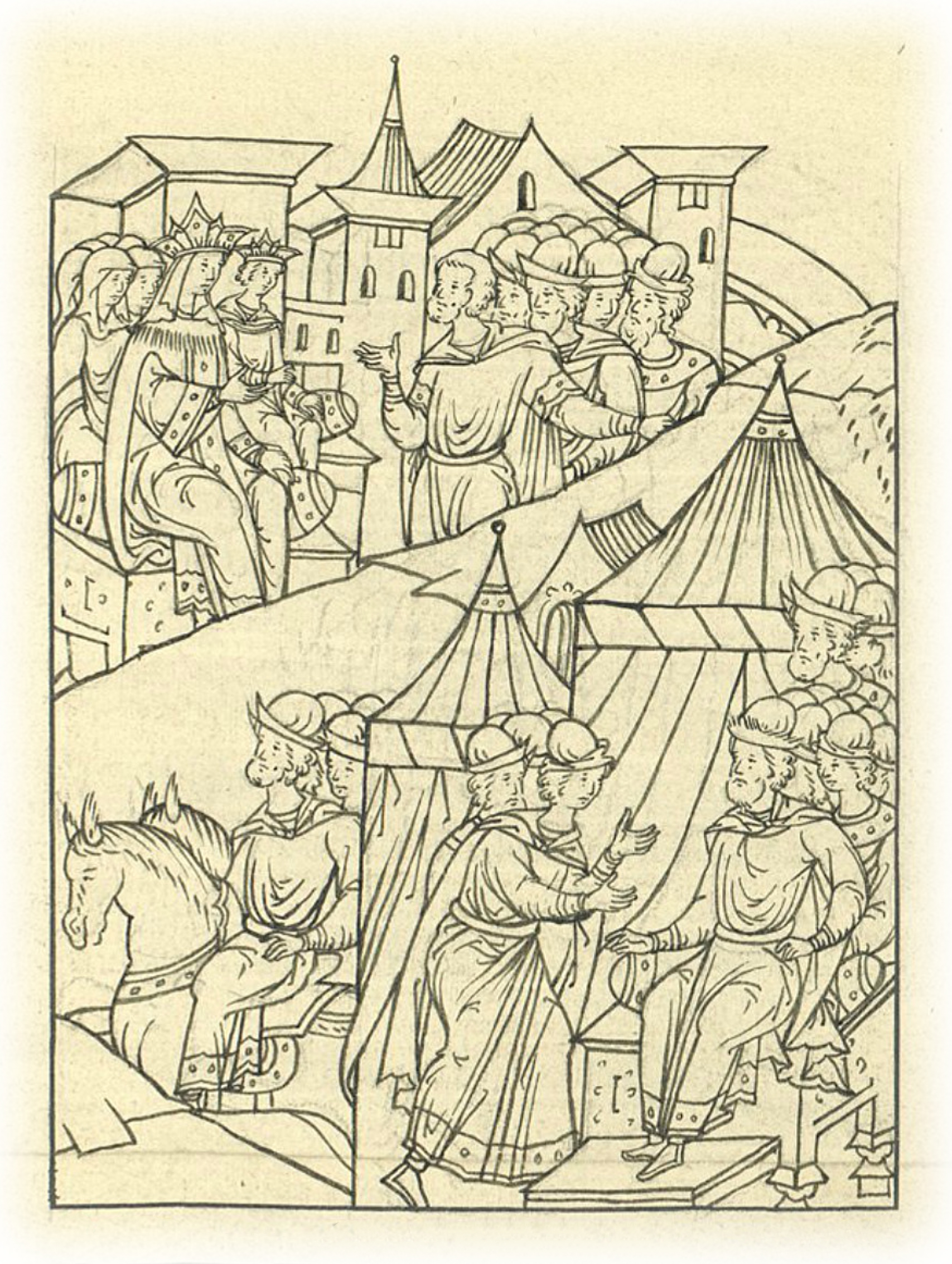
Миниатюра Лицевого летописного свода: «И из Бернова от князя Андрея побежал князь Василий, сын князя Федора Голубого, да сказал великому князю и его матери великой княгине, что князь Андрей ещё того не решил, в какое ему место бежать».

Из княжеского рода Голубые-Ростовские. Младший сын родоначальника рода, князя Фёдора Александровича Ростовского по прозванию «Голубь» или «Голубой» и упомянутого в феврале 1500 года на свадьбе дочери великого князя Ивана III Васильевича — княжны Феодосии Ивановны и князя Василия Даниловича Холмского в свадебном поезде. Имел бездетного старшего брата, князя Андрея Фёдоровича упомянутого в 1551 году головою в государевом полку в походе к Полоцку и позднее принявшего постриг.

## Биография
В 1537 году показан в детях боярских. В этом же году он известил князя Ивана Фёдоровича Овчину-Оболенского о намерении князя Андрея Старицкого бежать из своего удела в Великое княжество литовское. В 1538 году четвёртый голова в Серпухове. В 1544 году показан в стольниках. В 1545 году упомянут пятьдесят четвёртым головою в Казанском походе. В 1549 году третий завоеводчик в шведском походе. В 1551 году пятьдесят третий голова в государевом полку в походе к Полоцку, вместе со своим братом Андреем Фёдоровичем.
От брака с неизвестной имел бездетного сына, князя Петра Васильевича упомянутого в 1545 году вместе с отцом, рындой с государевой рогатиной в Казанском походе и на котором прекратился княжеский род Голубые-Ростовские.